# Hydroptila decia
Hydroptila decia är en nattsländeart som beskrevs av David Etnier och Way 1973. Hydroptila decia ingår i släktet Hydroptila och familjen smånattsländor. Inga underarter finns listade i Catalogue of Life.